# Вальмоццола
Вальмоццола (итал. Valmozzola) —  коммуна в Италии, располагается в регионе Эмилия-Романья, в провинции Парма.
Население составляет 632 человека (2008 г.), плотность населения составляет 9 чел./км². Занимает площадь 67 км². Почтовый индекс — 43050. Телефонный код — 0525.
Покровителем коммуны почитается святой Иосиф, празднование 1 мая.

## Демография
Динамика населения:

## Администрация коммуны
- Официальный сайт: http://www.comune.valmozzola.pr.it/